# Småsjöarna (södra)
Småsjöarna (södra) är en sjö i Munkedals kommun i Dalsland och ingår i Örekilsälvens huvudavrinningsområde. Sjön är 6 meter djup, har en yta på 0,043 kvadratkilometer och befinner sig 142 meter över havet.